# Västersjön (Rengsjö socken, Hälsingland)
Västersjön är en sjö i Bollnäs kommun i Hälsingland och ingår i Ljusnans huvudavrinningsområde. Sjön har en area på 0,0598 kvadratkilometer och ligger 85 meter över havet.

## Delavrinningsområde
Västersjön ingår i det delavrinningsområde (680570-154052) som SMHI kallar för Namn saknas. Medelhöjden är 174 meter över havet och ytan är 7,6 kvadratkilometer. Det finns inga avrinningsområden uppströms utan avrinningsområdet är högsta punkten. Vattendraget som avvattnar avrinningsområdet har biflödesordning 3, vilket innebär att vattnet flödar genom totalt 3 vattendrag innan det når havet efter 39 kilometer. Avrinningsområdet består mestadels av skog (75 procent) och jordbruk (14 procent). Avrinningsområdet har 0,06 kvadratkilometer vattenytor vilket ger det en sjöprocent på 0,8 procent.